# Henrika Faßbender
Henrika Katharina Faßbender (* in Aachen; † 6. Dezember 1875 in der Themsemündung) und ihre Gefährtinnen waren christliche Märtyrinnen.

## Leben und Sterben
Henrika Faßbender gehörte der Kongregation der Franziskanerinnen von Salzkotten an. Sie wurde zur Mission in die Vereinigten Staaten, nach St. Louis im Bundesstaat Missouri gesandt. Gemeinsam mit anderen Ordensschwestern – Brigitta Dammhorst aus Mastholte, Barbara Hültenschmidt aus Delecke in Westfalen, Aurea Badziura aus Neugarten sowie Norberta Reinkober aus Steindorf in Oberschlesien – trat sie die Überfahrt auf dem Dampfer Deutschland an. Dieser geriet in Seenot und sank. Den Ordensschwestern wurde ein Platz in einem der Rettungsboote angeboten. Henrika Faßbender und ihre Mitschwestern verzichteten zugunsten von Müttern mit Kindern darauf. Stattdessen blieben sie an Bord des Schiffes und beteten für die Mitreisenden.
Die Leiche einer der Schwestern konnte nie geborgen werden. Die anderen wurden im englischen Stratford von Kardinal Henry Edward Manning beigesetzt. Die Beisetzung fand unter großer Anteilnahme der Bevölkerung am 13. Dezember 1875 statt.

## Nachleben
Der Vorfall inspirierte den britischen Jesuiten und Lyriker Gerard Manley Hopkins zu seinem Gedicht The Wreck of the „Deutschland“.

## Heiligsprechung
Die Nächstenliebe und ihre Selbstlosigkeit, mit der Henrika Faßbender und ihre Gefährtinnen sich dem sicheren Tod stellten, führten zu ihrer Heiligsprechung. Ihr Gedenktag ist der 6. Dezember.